# Tom Kankkonen
Tom Kankkonen, född 1960, är en finländsk journalist som arbetar vid Yle. Han har bland annat varit programledare för Aamu-TV(fi), utrikesreporter vid Yle Uutiset(fi) och Yles Skandinavienkorrespondent. I januari 2020 blev Kankkonen en av de alternerande programledarna för radioprogrammet Ykkösaamu(fi). Han har en magisterexamen i statsvetenskap.
Kankkonen har gett ut böckerna Turkki – Eurooppaa ja Aasiaa (2005) och Islam Euroopassa (2008). Han var nominerad till Stora journalistpriset i kategorin Årets journalist 2015, särskilt för sina rapporter om Syrien, Irak och Turkiet.

## Utmärkelser
- Bonnierpriset årets journalist 2015